# Plagiomima incognita
Plagiomima incognita là một loài ruồi trong họ Tachinidae.